# Pelidnota boyi
Pelidnota boyi es una especie de escarabajo del género Pelidnota, familia Scarabaeidae. Fue descrita científicamente por Ohaus en 1928.
Habita en Brasil.